# Gnilka
Gnilka (ryska: Гнилка) är ett vattendrag i Belarus.   Det ligger i voblasten Mahiljoŭs voblast, i den nordöstra delen av landet, 150 km öster om huvudstaden Minsk.
Trakten runt Gnilka består till största delen av jordbruksmark. Runt Gnilka är det ganska glesbefolkat, med 22 invånare per kvadratkilometer.